# Дольген-ам-Зее
Дольген-ам-Зее (нім. Dolgen am See) — громада в Німеччині, розташована в землі Мекленбург-Передня Померанія. Входить до складу району Росток. Складова частина об'єднання громад Лааге.
Площа — 33,02 км2. Населення становить 636 ос. (станом на 31 грудня 2020).